# Neuviller-la-Roche
Pour les articles homonymes, voir Neuviller, La Roche, Neuwiller et Neuwiller-lès-Saverne.
Neuviller-la-Roche est une commune française située dans la circonscription administrative du Bas-Rhin et, depuis le 1er janvier 2021, dans le territoire de la Collectivité européenne d'Alsace, en région Grand Est.
Cette commune se trouve dans la région historique et culturelle d'Alsace. Le 28 décembre 1961, la dénomination de la commune passe de Neuwiller à Neuviller-la-Roche.

## Géographie

### Localisation
Commune de montagne, à l'écart des grands axes de communication, la localité est accrochée à flanc de coteau dans la vallée de la Rothaine, un petit affluent 7,9 km de longueur, de rive droite de la Bruche, qui prend également sa source dans le territoire communal.

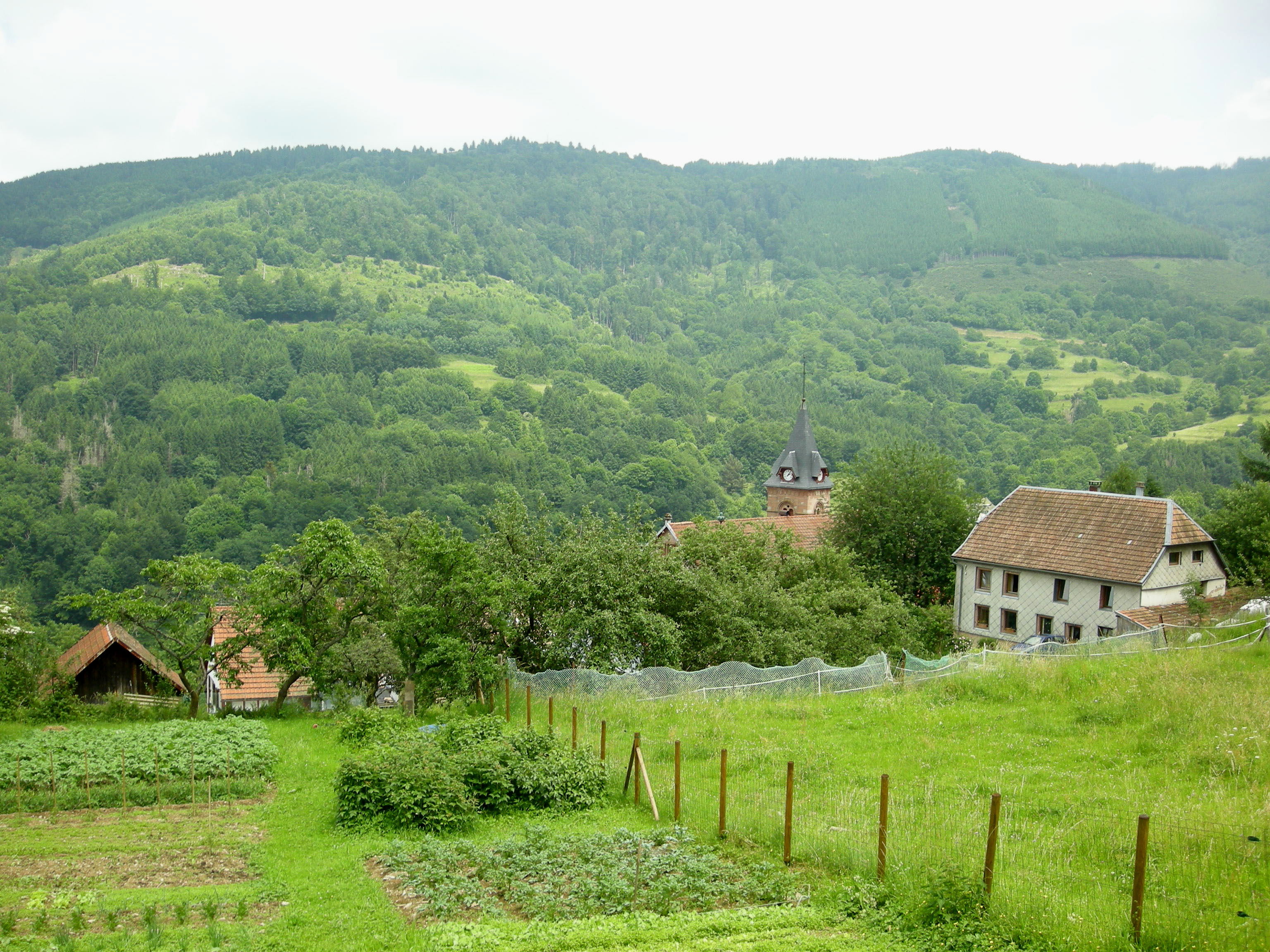
Le village à flanc de coteau.

Neuviller comprend plusieurs lieux-dits. Riangoutte se trouve à l'est de l'agglomération et la Haute Goutte se trouve plus à l'est, dans l'agglomération de Natzwiller. Cette commune se trouve sur la rive opposée au lieu-dit par rapport à la Rothaine.
Une partie du territoire communal se situe dans le massif du Champ du Feu, domaine skiable et point culminant du Bas-Rhin et des Vosges moyennes.

### Communes limitrophes
Neuviller-la-Roche a pour communes limitrophes Natzwiller au nord et au nord-ouest, Wildersbach à l'ouest et au sud-ouest, Waldersbach au sud, Belmont au sud-est et Le Hohwald à l'est et au nord-est.
|             | Natzwiller         |            |
| Wildersbach | Neuviller-la-Roche | Ottrott    |
| Waldersbach | Belmont            | Le Hohwald |

### Hydrographie
La commune est dans le bassin versant du Rhin au sein du bassin Rhin-Meuse. Elle est drainée par le ruisseau la Rothaine, le ruisseau de Messingoutte, le ruisseau la Schleiffe et le ruisseau la Serva,.
La cascade de la Serva se trouve à proximité du lieu-dit la Haute Goutte et se trouve sur le passage du sentier de grande randonnée GR5.

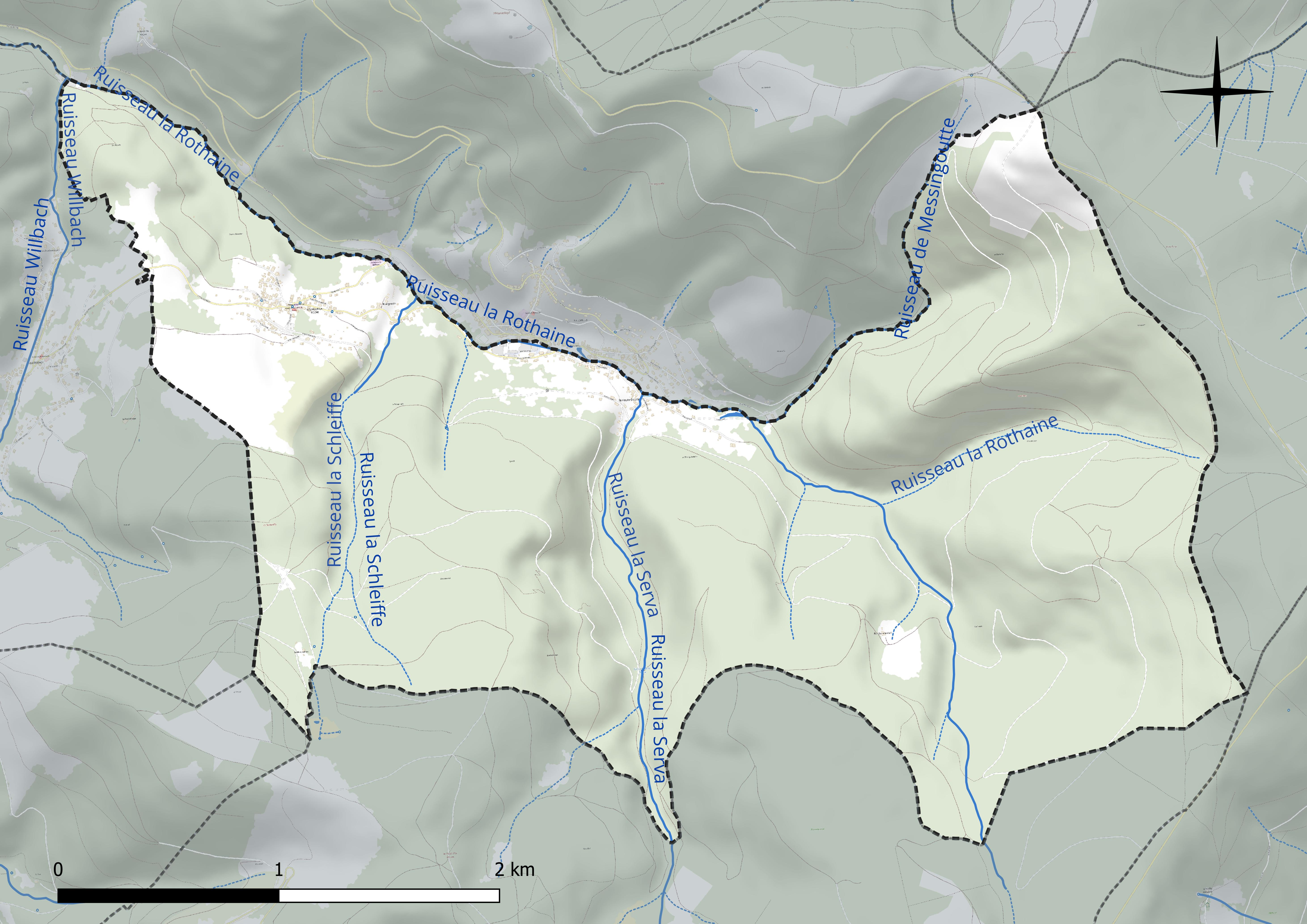
Réseau hydrographique de Neuviller-la-Roche.

### Climat
Pour des articles plus généraux, voir Climat du Grand Est et Climat du Bas-Rhin.
En 2010, le climat de la commune est de type climat de montagne, selon une étude du Centre national de la recherche scientifique s'appuyant sur une série de données couvrant la période 1971-2000. En 2020, Météo-France publie une typologie des climats de la France métropolitaine dans laquelle la commune est exposée à un climat semi-continental et est dans la région climatique  Vosges, caractérisée par une pluviométrie très élevée (1 500 à 2 000 mm/an) en toutes saisons et un hiver rude (moins de 1 °C). 
Pour la période 1971-2000, la température annuelle moyenne est de 9 °C, avec une amplitude thermique annuelle de 16,5 °C. Le cumul annuel moyen de précipitations est de 1 204 mm, avec 12,3 jours de précipitations en janvier et 11,5 jours en juillet. Pour la période 1991-2020, la température moyenne annuelle observée sur la station météorologique de Météo-France la plus proche, « Belmont », sur la commune de Belmont à 3 km à vol d'oiseau, est de 7,0 °C et le cumul annuel moyen de précipitations est de 1 341,9 mm. 
La température maximale relevée sur cette station est de 30,9 °C, atteinte le 5 juillet 2015 ; la température minimale est de −20,3 °C, atteinte le 20 décembre 2009,,. 
Les paramètres climatiques de la commune ont été estimés pour le milieu du siècle (2041-2070) selon différents scénarios d'émission de gaz à effet de serre à partir des nouvelles projections climatiques de référence DRIAS-2020. Ils sont consultables sur un site dédié publié par Météo-France en novembre 2022.

## Urbanisme

### Typologie
Au 1er janvier 2024, Neuviller-la-Roche est catégorisée commune rurale à habitat dispersé, selon la nouvelle grille communale de densité à sept niveaux définie par l'Insee en 2022.
Elle est située hors unité urbaine. Par ailleurs la commune fait partie de l'aire d'attraction de Strasbourg (partie française), dont elle est une commune de la couronne,. Cette aire, qui regroupe 268 communes, est catégorisée dans les aires de 700 000 habitants ou plus (hors Paris),.

### Occupation des sols
L'occupation des sols de la commune, telle qu'elle ressort de la base de données européenne d’occupation biophysique des sols Corine Land Cover (CLC), est marquée par l'importance des forêts et milieux semi-naturels (96,2 % en 2018), une proportion identique à celle de 1990 (96,2 %). La répartition détaillée en 2018 est la suivante : forêts (84,5 %), milieux à végétation arbustive et/ou herbacée (11,7 %), zones urbanisées (3,8 %). L'évolution de l’occupation des sols de la commune et de ses infrastructures peut être observée sur les différentes représentations cartographiques du territoire : la carte de Cassini (XVIIIe siècle), la carte d'état-major (1820-1866) et les cartes ou photos aériennes de l'IGN pour la période actuelle (1950 à aujourd'hui).

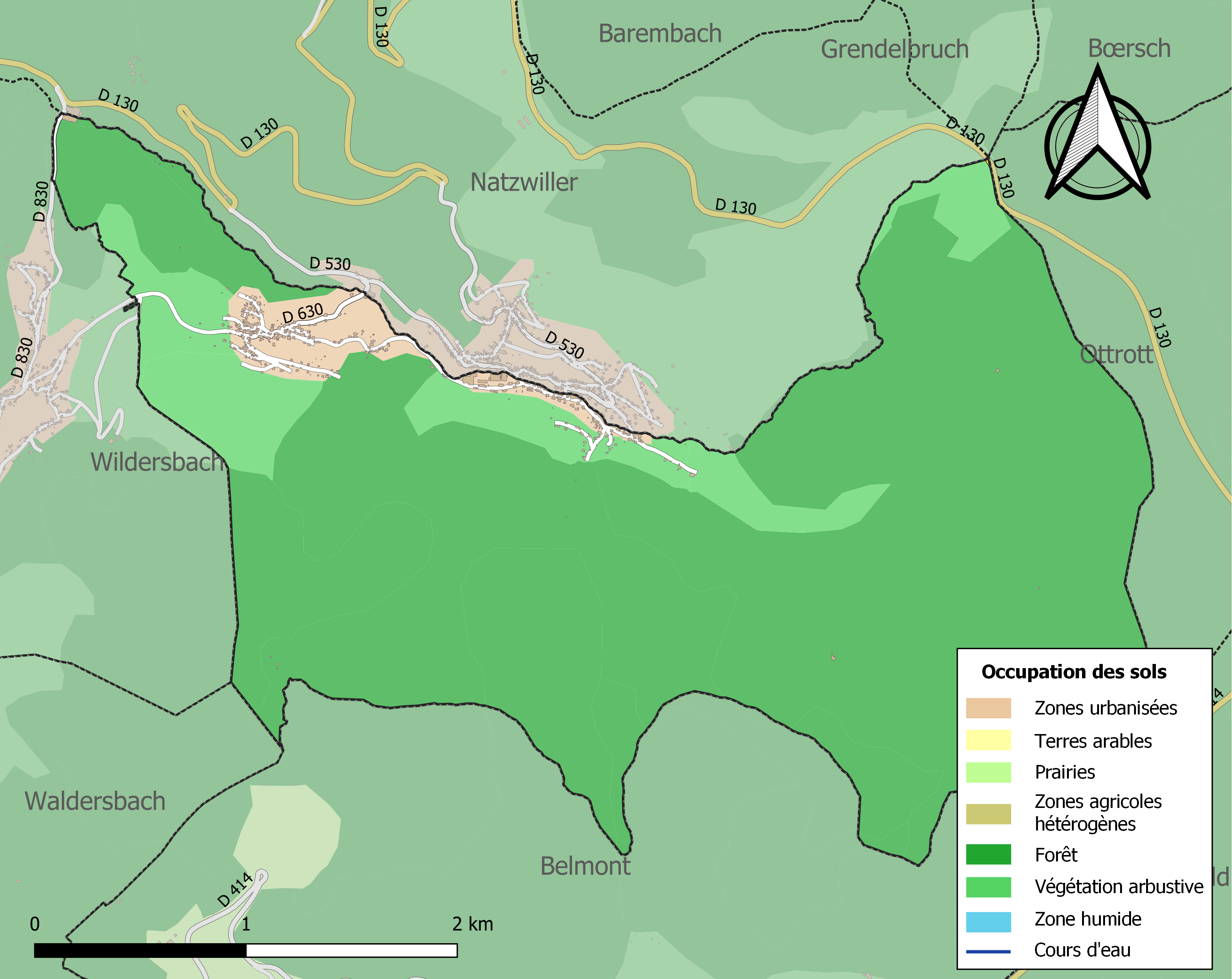
Carte des infrastructures et de l'occupation des sols de la commune en 2018 (CLC).

## Toponymie
- 1789 : Neuwiller ; 1871-1918 : Neuweiler ; 1961 : Neuviller-la-Roche.

## Histoire
Neuviller-la-Roche faisait partie de l'ancienne seigneurie et comté du Ban de la Roche, qui se confond à l'histoire du village jusqu'à la Révolution. Dès lors et jusqu'à la guerre de 1870, la commune faisait partie du département des Vosges.
Aujourd'hui encore, ses habitants sont appelés les « Nevlets » en patois lorrain.

## Politique et administration

### Liste des maires
| Période                                  | Période                   | Identité                                    | Étiquette | Qualité |
| ---------------------------------------- | ------------------------- | ------------------------------------------- | --------- | ------- |
| Les données manquantes sont à compléter. |                           |                                             |           |         |
| 1945                                     | 1953                      | Jules Marchal                               |           |         |
| 1953                                     | 1989                      | Ferdinand Malaisé                           |           |         |
| 1989                                     | 1995                      | Henri Hisler                                |           |         |
| 1995                                     | 2001                      | Pierre Hilpipre                             |           |         |
| 2001                                     | 2008                      | André Wolff                                 |           |         |
| mars 2008                                | En cours (au 31 mai 2020) | André Wolff, Réélu pour le mandat 2020-2026 |           |         |

### Jumelages

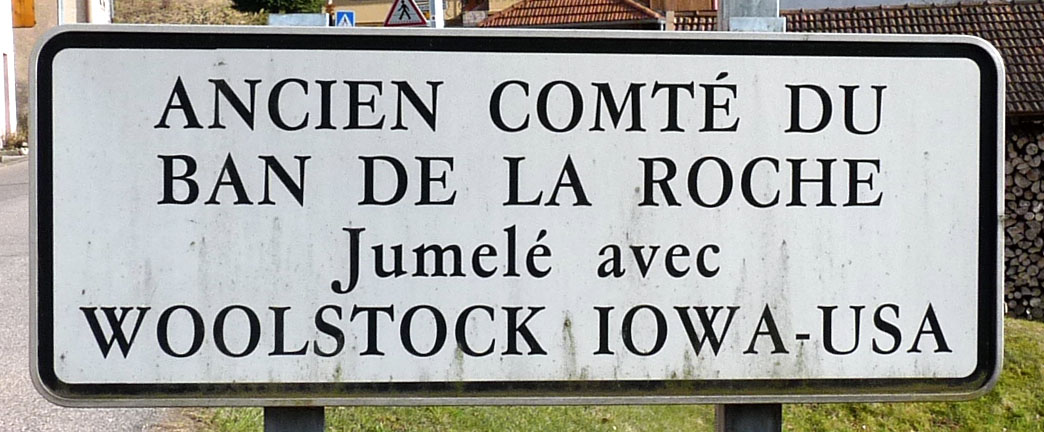
Jumelage avec Woolstock.

Comme sept autres communes du Ban de la Roche (Bellefosse, Belmont, Fouday, Rothau, Solbach, Wildersbach et Waldersbach), Neuviller-la-Roche est jumelée depuis le 15 juillet 1984 avec Woolstock, une petite localité américaine de l'Iowa qui a accueilli au XIXe siècle des immigrants en provenance du Ban de la Roche.
L'Europe étant une réalité quotidienne, un jumelage entre la commune de Neuviller et trois autres communes de pays de l'Union Européenne (Penela au Portugal, Magherani en Roumanie et Stara Loka en Slovénie) a été officialisé le 16 novembre 2008 à Neuviller-la-Roche qui a accueilli pour l'occasion durant plusieurs jours les délégations des trois communes concernées
Magherani (Roumanie), Stara Loka (Slovénie) et Neuviller-la-Roche ont déjà travaillé ensemble depuis le jumelage réalisé en 2008 sur le thème de l’intercommunalité et du bénévolat, avec la volonté commune de mettre en œuvre un nouveau projet avec l’aide financière attribuée par l'Union Européenne. Son thème d’ensemble (qui s'inscrit dans l'année européenne du bénévolat) est l'apport du bénévolat dans la citoyenneté intercommunale européenne, décliné sous le nom de Beneci. Le projet comprend plusieurs sous thèmes : l’état du bénévolat dans chaque commune et dans l’intercommunalité, sa pratique au quotidien, la mise en place de moyens efficaces pour l'exercice du bénévolat. Ce projet a débouché sur la mise en place d'une charte du bénévolat et d'un passeport du bénévole.
Un nouveau programme financé par Erasmus+ et bénéficiant de l'aide de la Région Grand Est et le soutien du conseil départemental du Bas-Rhin est en cours et se clôturera le 30 avril 2018. Le projet retenu et intitulé JERADIMETODE (Jeunes, Racismes et Différences : Mémoire et Tolérance dans la Démocratie Européenne) se situe dans la suite de projets collaboratifs mis en oeuvre par les quatre communes à la suite de leur jumelage, en privilégiant des échanges entre jeunes, pour favoriser et valoriser un mieux vivre ensemble.
Une délégation restreinte des communes partenaires jumelées est venue à Neuviller en septembre 2016 pour évoquer ce nouveau dossier en se rendant notamment sur le site de l'ancien camp de concentration du Struthof.
Les partenaires (une dizaine de jeunes de chaque commune) se sont retrouvés à Neuviller du 9 au 16 juillet 2017. La clôture du dossier se fera au Portugal du 21 au 28 avril 2018.

## Population et société

### Démographie
L'évolution du nombre d'habitants est connue à travers les recensements de la population effectués dans la commune depuis 1793. Pour les communes de moins de 10 000 habitants, une enquête de recensement portant sur toute la population est réalisée tous les cinq ans, les populations de référence des années intermédiaires étant quant à elles estimées par interpolation ou extrapolation. Pour la commune, le premier recensement exhaustif entrant dans le cadre du nouveau dispositif a été réalisé en 2007.

En 2022, la commune comptait 331 habitants, en évolution de −5,16 % par rapport à 2016 (Bas-Rhin : +3,17 %, France hors Mayotte : +2,11 %).
| 1793 | 1800 | 1806 | 1821 | 1831 | 1836 | 1841 | 1846 | 1851 |
| ---- | ---- | ---- | ---- | ---- | ---- | ---- | ---- | ---- |
| 528  | 606  | 653  | 820  | 933  | 987  | 901  | 870  | 838  |

| 1856 | 1861 | 1866 | 1871 | 1875 | 1880 | 1885 | 1890 | 1895 |
| ---- | ---- | ---- | ---- | ---- | ---- | ---- | ---- | ---- |
| 829  | 868  | 895  | 849  | 827  | 685  | 702  | 680  | 635  |

| 1900 | 1905 | 1910 | 1921 | 1926 | 1931 | 1936 | 1946 | 1954 |
| ---- | ---- | ---- | ---- | ---- | ---- | ---- | ---- | ---- |
| 616  | 631  | 643  | 582  | 575  | 524  | 497  | 458  | 457  |

| 1962 | 1968 | 1975 | 1982 | 1990 | 1999 | 2006 | 2007 | 2012 |
| ---- | ---- | ---- | ---- | ---- | ---- | ---- | ---- | ---- |
| 440  | 391  | 376  | 335  | 334  | 375  | 398  | 401  | 380  |

| 2017 | 2022 | - | - | - | - | - | - | - |
| ---- | ---- | - | - | - | - | - | - | - |
| 341  | 331  | - | - | - | - | - | - | - |

## Économie
Entourée de pâturages, la localité vit aussi de l'exploitation forestière, qui est la source économique la plus rentable sur cette commune. Le tourisme s'appuie sur la pêche, la chasse, la randonnée, le ski, ainsi que sur la notoriété du Ban de la Roche et à l’attractivité de son musée des traditions.

## Culture locale et patrimoine

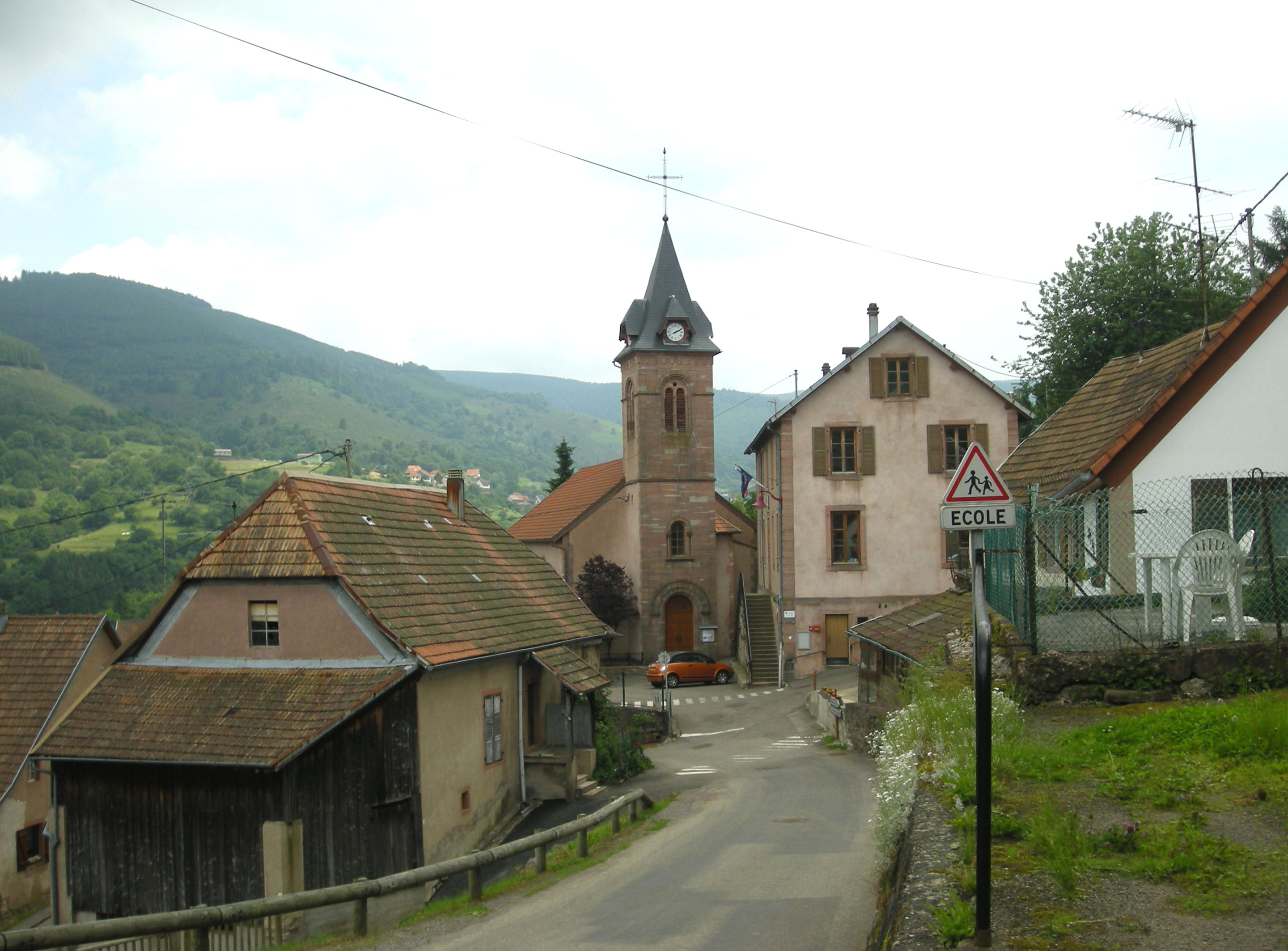
L'église au centre du village.

### Lieux et monuments
- Le village abrite plusieurs maisons vosgiennes caractéristiques.
- L'église luthérienne de style néo-roman date du XIXe siècle.
- Le Musée des arts et traditions populaires a ouvert ses portes au cœur du village en 1989 à partir d'une Association pour la protection du Patrimoine et des Traditions locales créée en 1985 qui a systématiquement collecté des instruments de travail et des objets de la vie quotidienne.

### Personnalités liées à la commune
- Jean Nicolas Marmet (1590-1675), pasteur au Ban de la Roche
- Jean-Frédéric Oberlin (1740-1826), pasteur au Ban de la Roche
- André Lacocque (1927), pasteur au Ban de la Roche de 1955-1957

### Héraldique
| Blason de Neuviller-la-Roche | Blason  | Parti : au premier d'azur aux trois fleurs de lys d'or, au second d'argent au lion d'azur, lampassé de gueules, couronné d'or. |
| Blason de Neuviller-la-Roche | Détails | |